# Manuel Fernando
Manuel Fernando Ocampo (Tuluá, Valle del Cauca, 19 de noviembre de 1955), de nombre artístico Manuel Fernando, es un músico, cantante, autor, compositor, productor y director musical colombiano.

## Biografía
Comenzó su carrera en los años 1980 y comienzos de los años 1990, fue el artista colombiano con más trayectoria internacional.

## Discografía

### Álbumes
- Manuel Fernando/Ser (1981)
- Hagamos el amor (1985)
- Alma y Fuego (1987)